# Toppola

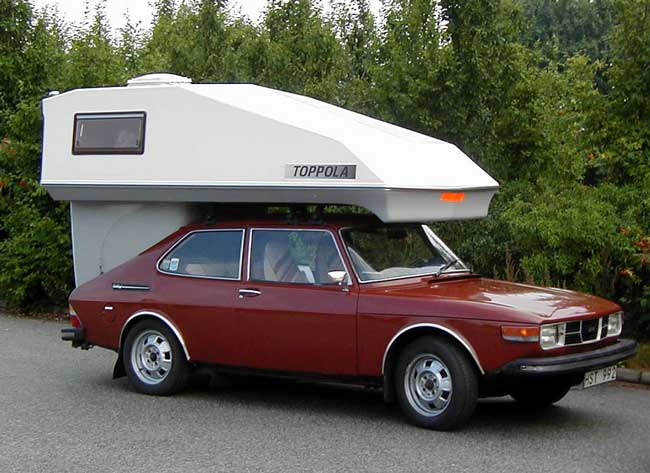
Toppola auf einem Saab 99L

Die Toppola ist eine kleine Wohnkabine für Schrägheck-Limousinen.
Die Toppola kann bei entfernter Heckklappe in den Ladebereich des Fahrzeugs eingesetzt werden. Sie bietet auf relativ preisgünstige Weise die Möglichkeit, einen PKW in ein „Wohnmobil“ zu verwandeln. Der Einbau der etwa 115 kg schweren Toppola dauert für erfahrene Benutzer weniger als eine halbe Stunde. Trotz ihres geringen Außenmaßes bietet sie eine Schlafmöglichkeit von etwa 1,7 mal 2,0 Meter. Der Schlaf-Alkoven ragt etwa bis zum Beginn der Frontscheibe an der Motorhaube des Fahrzeugs. Bei 2 Meter Innenhöhe kann man bequem in der Wohnkabine stehen. Selbst der Einbau einer Küche oder einer Heizung ist möglich.
Ursprünglich wurde die Toppola für den Saab 99 gefertigt, später folgten passende Modelle für den Saab 900, Saab 9000 und den Saab 9-3. Aber auch für den Ford Sierra und Ford Scorpio wurden Toppolas produziert. Hersteller war die schwedische Firma Scando. Diese hat die Produktion der Toppola zum Jahr 2006 eingestellt.